# Jan Gmelich Meijling
Jan Christoffel Gmelich Meijling (Heemstede, 4 februari 1936 – Wassenaar, 2 juni 2012) was een Nederlands politicus namens de VVD en bestuurder.

## Vroege loopbaan
Gmelich Meijling bracht zijn jeugd deels door in Nederlands-Indië en volgde na de middelbare school in Nederland opleidingen (hydrografisch officier en mijnenveger-officier) bij de Koninklijke Marine. Hij was onder meer als marineofficier actief in Nieuw-Guinea en was commandant van de mijnenvegers Hr. Ms. Bussemaker (1965 tot 1966) en Hr. Ms. Hoogezand (1966 tot 1970). Van 1968 tot 1974 studeerde hij pedagogiek aan de Rijksuniversiteit Leiden. Daarna was hij werkzaam op het ministerie van Defensie. Hij verliet de marine in 1978 als luitenant-ter-zee eerste klasse.

## Politieke loopbaan
Na gemeenteraadslid en wethouder in Oegstgeest te zijn geweest, werd hij in april 1978 burgemeester van Castricum en daarna in juni 1985 van Den Helder.
Daar raakte hij in opspraak door enkele onverklaarbare taxideclaraties en door zich op gemeenschapskosten drank en kleding te laten aanmeten. Deze affaire achtervolgde de VVD'er toen hij na negen jaar burgemeester van Den Helder te zijn geweest in 1994 in het eerste kabinet-Kok staatssecretaris van defensie (materieelbeleid en personeelszaken) werd. Tijdens zijn bewind werd in mei 1997 de opkomstplicht voor de militaire dienst wettelijk opgeschort. In brisante tijden kan deze opkomstplicht weer worden ingevoerd.
Hij raakte opnieuw in opspraak door, tegen de adviezen van zijn ambtelijke staf in, een regeringsvliegtuig aan te schaffen dat niet voldeed aan de voorwaarden die hieraan gesteld werden (bijvoorbeeld dat het de Atlantische Oceaan moest kunnen oversteken). Hoewel Gmelich Meijling in deze "Gulfstreamaffaire" politiek met de schrik vrijkwam, werd hij niet gevraagd toen het kabinet-Kok na de verkiezingen van 1998 werd voortgezet.
Na zijn staatssecretariaat was Gmelich Meijling adviseur voor defensiebedrijven in Israël en Nederland. Gmelich Meijling was enkele jaren vicevoorzitter van de VVD. In 1998 werd hij onderscheiden als Ridder in de Orde van Oranje-Nassau. In 2004 werd hij ridder in de Orde van Sint Lazarus. Gedurende enige jaren maakte Gmelich Meijling deel uit van het kapittel van de Franse obediëntie van deze Orde.
Jan Gmelich Meijling overleed in 2012 op 76-jarige leeftijd na een langdurige ziekte.
- Biografisch Portaal: 84377621
- International Standard Name Identifier: 0000 0003 8931 4622
- Nederlandse Thesaurus van Auteursnamen: 138826005
- Parlement.com: vg09llilwht1
- Virtual International Authority File: 282667553
- WorldCat: E39PBJht7BBtFtrQFr93bWYkjC